# أوساسونا
نادي أوساسونا الرياضي (بالإسبانية: Club Atlético Osasuna) هو نادي كرة قدم إسباني يلعب في الدوري الإسباني. أُسس النادي عام 1920. زيّ الفريق الأساسي هو الأحمر والأزرق الداكن، والزي الاحتياطي هو الأزرق والأبيض.وعير بيك شعندك جاي تقرة؟ 

## اللاعبون

### التشكيلة الأساسية
آخر تحديث 27 يناير 2023.
ملاحظة: تشير الأعلام إلى المنتخب بحسب قواعد الأهلية المعتمدة من قبل الفيفا؛ تنطبق بعض الاستثناءات المحدودة. وقد يحمل اللاعبون أكثر من جنسية لا تعترف بها الفيفا.
| الرقم | البلد     | المركز | اللاعب                                |
| ----- | --------- | ------ | ------------------------------------- |
| 1     | إسبانيا   | حارس   | سيرجيو هيريرا                         |
| 2     | إسبانيا   | مدافع  | ناتشو فيدال                           |
| 3     | إسبانيا   | مدافع  | خوان كروز                             |
| 4     | إسبانيا   | مدافع  | أوناي غارسيا (نائب القائد)            |
| 5     | إسبانيا   | مدافع  | ديفيد غارسيا (قائد الفريق)            |
| 6     | إسبانيا   | وسط    | لوكاس تورو                            |
| 7     | إسبانيا   | وسط    | جون مونكايولا                         |
| 8     | صربيا     | وسط    | داركو براشانتس                        |
| 9     | الأرجنتين | مهاجم  | إزيكييل أفيلا                         |
| 11    | إسبانيا   | وسط    | كيكي بارخا                            |
| 12    | المغرب    | مهاجم  | عبد الصمد الزلزولي (إعارة من برشلونة) |
| 14    | إسبانيا   | وسط    | روبين غارسيا                          |

| الرقم | البلد   | المركز | اللاعب                               |
| ----- | ------- | ------ | ------------------------------------ |
| 15    | إسبانيا | مدافع  | روبين بينيا                          |
| 16    | إسبانيا | وسط    | موا غوميز                            |
| 17    | كرواتيا | مهاجم  | أنتي بوديمير                         |
| 18    | إسبانيا | مهاجم  | كيكي                                 |
| 19    | إسبانيا | وسط    | بابلو إيبانيز                        |
| 20    | إسبانيا | مدافع  | مانو سانشيز (إعارة من أتلتيكو مدريد) |
| 22    | إسبانيا | وسط    | إيمار أوروز                          |
| 23    | إسبانيا | مدافع  | أريدان هرنانديز                      |
| 25    | إسبانيا | حارس   | ايتور فرنانديز                       |
| 31    | إسبانيا | مدافع  | خورخي هيراندو                        |
| 33    | إسبانيا | مهاجم  | إيكير بينيتو                         |
| 35    | إسبانيا | مدافع  | دييغو مورينو                         |

### اللاعبون المُعارون
ملاحظة: تشير الأعلام إلى المنتخب بحسب قواعد الأهلية المعتمدة من قبل الفيفا؛ تنطبق بعض الاستثناءات المحدودة. وقد يحمل اللاعبون أكثر من جنسية لا تعترف بها الفيفا.
| الرقم | البلد   | المركز | اللاعب                                         |
| ----- | ------- | ------ | ---------------------------------------------- |
|       | إسبانيا | مدافع  | خيسوس أريسو (إلى بورغوس حتى 30 يونيو 2023)     |
|       | إسبانيا | وسط    | خافيير مارتينيز (إلى هويسكا حتى 30 يونيو 2023) |

## أبرز انجازات الفريق
- شارك مرتين في كأس الاتحاد الأوروبي.
- كان وصيف كأس إسبانيا في عام 2005.
- شارك 27 مرة في الدوري الإسباني الدرجة الأولى، وكان أعلى ترتيب له هو الرابع في موسم 1990-91 و 2005-2006.
- شارك 34 مرة في الدوري الإسباني الدرجة الثانية.

## وصلات خارجية
- موقع النادي الرسمي
- نشيد النادي على يوتيوب